# Oncocitoma
En medicina, se denomina oncocitoma a un tipo de tumor, generalmente de carácter benigno, formado por un tipo particular de células de origen epitelial que reciben el nombre de oncocitos. Puede originarse en diferentes órganos, entre ellos el riñón, tiroides, paratiroides y muy raramente en las glándulas suprarrenales o la hipófisis.

## Historia
Fue descrito originalmente por Zippel en el año 1942. En 1974 Klein y Valensi publicaron sus hallazgos sobre una serie de 13 casos de oncocitomas renales. Desde entonces las características de la célula oncocítica que forma este tipo de tumores ha sido definida con precisión: amplio citoplasma muy eosinófilo, abundante número de mitocondrias, núcleo central y ausencia de atipias.

## Oncocitoma renal
Representa alrededor del 5% de los tumores renales. Generalmente no provoca síntomas y suele descubrirse de manera casual al realizar un estudio de imagen mediante RMN, TAC o ecografía.

## Oncocitoma de parótida
Es poco frecuente, representa únicamente el 1% de los tumores que afectan a la glándula parótida. Se presenta como una masa no dolorosa superficial que muy raramente provoca metástasis. Es más habitual en la sexta década de la vida y el tratamiento de elección es la extirpación de la parótida.

## Oncocitoma de tiroides
Recibe otros muchos nombres, entre ellos Tumor de Hürthle, tumor oxífilo, tumor de células de Azkanazy, tumor de Langhans y tumor folicular de células de Hürthle. A diferencia de otros oncocitomas tiene con frecuencia carácter maligno y tendencia a diseminarse (metástasis). La primera manifestación consiste generalmente en la aparición de un bulto visible en el área del tiroides en el cuello.

## Oncocitoma de glándula suprarrenal
Solo se han descrito alrededor de 150 casos en la literatura médica.

## Oncocitoma de hipófisis
Es muy infrecuente, suele denominarse oncocitoma fusocelular hipofisario. No produce secreción endocrina y debe diferenciarse de otros tumores de hipófisis como los adenomas.